# Fritz Muliar
Fritz Muliar, né à Vienne-Neubau (Autriche) le 12 décembre 1919 et mort dans cette ville dans la nuit du 3 au 4 mai 2009 , est un acteur autrichien.

## Biographie
Fritz Muliar est un enfant illégitime. Sa mère, Leopoldine Stand, secrétaire auprès de la banque Oesterreichische Kontrollbank AG, se remarie en 1924 avec Mischa Muliar, bijoutier russe de confession juive,.
Dès l'âge de 16 ans, Fritz Muliar, ayant terminé ses études, commence sa carrière au Neues Wiener Konservatorium (Nouveau conservatoire de Vienne). En 1937, ses premiers spectacles ont lieu au cabaret Stella Kadmon où, après l'annexion de l'Autriche au Reich allemand en 1938, il fut autorisé à jouer des parodies inoffensives. Fritz Muliar a été représentant en produits cosmétiques pour bébés pour subsister (y compris pour la subsistance de sa mère), après que son beau-père avait fui aux États-Unis en 1938 pour échapper aux nazis,.
En 1942, Fritz Muliar passe sept mois d’isolement carcéral pour revendication de l’indépendance de l’Autriche. Il fut condamné à mort, peine qui se soldera finalement par cinq ans d’emprisonnement, puis, en fin de guerre, aux mains des Britanniques,.
En 1946, il rencontre sa future épouse, Gretl Doering, avec qui il aura son fils Hans, décédé en 1990. Avec sa seconde épouse, Franziska Kalmar, il aura deux fils, Alexandre (1957) et Martin (1959).
En 2016, l’arrondissement de Liesing (23e arrondissement de Vienne) lui consacre la Muliarplatz.

## Carrière internationale: résumé
Fritz Muliar est connu pour avoir interprété le rôle de Max Koch dans Rex, chien flic de 1994 à 1998, mais, peut-être plus, pour le rôle principal du Die Abenteuer des braven Soldaten Schwejk (de) (Les Aventures du brave soldat Chvéïk), série télévisée en treize épisodes dirigée par Wolfgang Liebeneiner et diffusée de 1972 à 1976.

## Ses rôles
- Le juge du village Adam dans La Cruche cassée (Heinrich von Kleist)
- Peachum dans L'Opéra de quat'sous (Bertolt Brecht, Kurt Weill)
- Le banquier Natter dans Das weite Land (Arthur Schnitzler)
- 1964 : Richter dans Le cercle de craie caucasien (Bertolt Brecht)
- 1968 : Sancho Panza dans L'Homme de la Mancha (Mich Leigh d’après Don quichotte de Miguel Cervantes)
- 1972 : Schwejk dans Les aventures du brave soldat Schwejk  (Réalisateur : Wolfgang Liebeneiner d’après Le Brave Soldat Chvéïk de Jaroslav Hasek)
- 1973–1977, 1983, 1988–1989 : Le Cousin dans Jedermann (Hugo von Hofmannsthal, Festival de Salzbourg)
- 1975 : Leibowitz dans Der Tag, an dem der Papst entführt wurde (João Bethencourt, Theater in der Josefstadt, Réalisation : Fritz Muliar)
- 1980–1982 : Emerich (Imre) Kelemen dans Ringstraßenpalais (Série télévisée autrichienne de ’ORF)
- 1992 : Le vieil homme dans La Sibérie (Felix Mitterer, réalisation Franz Morak)
- 1992 : Le maire dans Muttertag – Die härtere Komödi (Réalisation : Harald Sicheritz)
- 1995 : Hermann Löwy dans Vermischte Gefühle (Richard Baer, Theater in der Josefstadt, réalisation : Franz Morak)
- 1994–1997   Le policier retraité Max Koch dans Rex chien flic (Série télévisée de l'ORF)
- 1996–2001 : Le voisin miséreux dans Jedermann (Hugo von Hofmannsthal, Festival de Salzbourg)
- 2004 : Le pape Albert IV dans Der Tag, an dem der Papst gekidnappt wurde (João Bethencourt, Theater in der Josefstadt, Réalisation : Fritz Muliar)
- 2004 : Le vieil homme dans Der Bauer als Millionär (Ferdinand Raimund, Volkstheater Vienne)

## Filmographie
- 1957 : La Forêt d'argent   (Der Wilderer vom Silberwald) d'Otto Meyer (de) : Lorenz

## Prix et distinctions
- Décoration pour services rendus à la libération de l’Autriche
- 1969 : Décoration pour services rendus à la province de Vienne [7]
- Médaille d’honneur de la Société autrichienne de radiodiffusion
- 1970:  La Croix d’honneur autrichienne de la science et de l’art
- 1970 : La Goldener Rathausmann (distinction de la ville de Vienne)
- 1975 : Le Titre Professionnel de Professeur (Les Titres Professionnels sont des récompenses de l’'État en Autriche)
- 1977 :  L’Ordre du Mérite de la République fédérale d’Allemagne
- 1978 : La médaille Joseph Kainz pour Peachum dans L'Opéra de quat'sous de Bertolt Brecht
- 1983 : Croix d’honneur autrichienne de la science et de l’art
- 1985 : La Nestroy Ring (décernée chaque année par la ville de Vienne jusqu'en 1999 aux personnes ayant rendu des services exceptionnels à la ville) [8]
- 1985 : Le titre Kammerschauspiele
- 1985 : Médaille d’or de l’État fédéré de Styrie
- 1989 : Médaille d’or de l’État fédéré de Salzbourg
- 1994 : Désignation de la Fritz Muliar-Gasse à Groß-Enzersdorf
- 1995 : Membre honoraire du Brugtheater
- 1996 : Membre honoraire du Theaters in der Josefstadt
- Bague d’honneur (Ehrenring) de la ville de Groß-Enzersdorf
- 1999 : Bague d’honneur (Ehrenring) de la ville de Vienne
- 2001 : Le Kulturpreis Europa [9]
- 2002 : L’Ordre du Mérite (argent) pour les services rendus à l’Autriche (5)
- 2002 : L’Ordre du Mérite (or) pour les services rendus à la province de Basse-Autriche
- 2004 : Le Romy de platine pour l’ensemble de sa carrière
- 2008 : La Ferdinand-Raimund-Ring (récompense de théâtre) [10]